# Lac Batiscan
Pour les articles homonymes, voir Batiscan (homonymie).
Le lac Batiscan est situé en Haute-Batiscanie et constitue la limite des territoires non organisés du Lac-Blanc et du Lac-Croche qui se rattache à la MRC de La Jacques-Cartier, dans la région administrative de la Capitale-Nationale, au Québec, Canada.

## Géographie
De forme tout en longueur (10 km par 1.5 km au plus large, dans le sens Est-Ouest), le lac Batiscan constitue la limite sud-ouest de la réserve faunique des Laurentides et la limite nord-est de la Zec de la Rivière-Blanche.
Alimenté principalement par la rivière Croche venant du nord-est, le lac Batiscan déverse ses eaux dans la rivière aux Éclairs qui rejoint, 15 km à l'ouest, la rivière Batiscan. La rivière Croche est alimentée par le lac Croche.
La rivière à Moïse venant du nord se déverse dans la rivière aux Éclairs juste à l'embouchure du lac Batiscan. La rivière à Moïse est alimentée par le lac Moïse lequel est à son tour alimenté par trois petites rivières.

## Toponymie
En 1873, l'arpenteur Pascal-Horace Dumais écrivait que, des hauteurs du lac, on pouvait voir la chaîne de montagnes à l'ouest de la rivière Saint-Maurice, toute la superficie du lac Édouard, la vallée de la rivière Bostonnais et celle de la Métabetchouane.
Le toponyme « Lac Batiscan » a été officialisé le 5 décembre 1968 à la Banque des noms de lieux de la Commission de toponymie du Québec. Le toponyme "Lac Batiscan" est parfois confondu dans l'usage avec le toponyme « Petit Lac Batiscan », lequel se situe dans la municipalité de Saint-Raymond. Le lac Batiscan est considéré comme la seconde tête de la rivière du même nom, grâce surtout à la rivière à Moïse et les autres cours d'eau qui l'alimentent. En toponymie canadienne française, il est normal d'associer le toponyme d'un lac de tête et le toponyme de sa décharge.